# Misfire
Pour les articles homonymes, voir Misfire.
Pour plus de détails, voir Fiche technique et Distribution.
Misfire est un film d'action américain sorti en 2014, avec à l'affiche Gary Daniels et Vannessa Vasquez dans les rôles principaux. Le film est sorti directement en DVD en octobre 2014 aux États-Unis d'Amérique.

## Synopsis
Le film est centré sur un officier de la brigade des stupéfiants, l'agent Cole (Daniels), mis à pied à la suite d'un dérapage en mission. Ce dernier devra s'infiltrer dans les bas fonds des cartels de la drogue à Tijuana, afin de retrouver son ex-femme, journaliste, et d'innocenter par la même occasion son frère, lui-même marié à son ex-femme.

## Réception
Eoin Friel du site web "The Action Elite", spécialisé dans les films d'action, donne 3,5 étoiles sur 5, écrivant ainsi que "dans l' ensemble, malgré un démarrage lent, Misfire est un thriller d'action prenant, avec une très bonne performance de la part de Gary Daniels. Un film qui plaira aux fans du genre." Friel particulièrement salué la prestation de Vasquez comme Gracie, notant qu'elle "est époustouflante et magnifique, incroyablement sympathique [...], elle a réussi à être forte et sympathique en même temps, ce qui n'est pas facile en tant que tel."
James Simpson du magazine "Infernal Cinema" écrit pour sa part que le film est "divertissant et passionnant en raison de ses scènes d'action. Misfire est un film réussi grâce à une affaire à la fois et implacable." Simpson ajoute que «Misfire semble faire partie d'une nouvelle vague de films d'action et de suspense qui se multiplient depuis le film The Bourne Identity (La Mémoire dans la Peau)".